# Phyllodicola petiti
Phyllodicola petiti is een eenoogkreeftjessoort uit de familie van de Phyllodicolidae. De wetenschappelijke naam van de soort is voor het eerst geldig gepubliceerd in 1960 door Delamare Deboutteville & Laubier.